# Curt Grützmacher
Curt Grützmacher (* 6. Juni 1928 in Staßfurt; † 27. Juli 2010 in Vaihingen an der Enz) war ein deutscher Kunsthistoriker.

## Leben
Curt Grützmacher studierte Germanistik, Kunstwissenschaft, Philosophie, Psychologie und Musikwissenschaft an der Philosophisch-theologischen Hochschule Regensburg und an der Universität München. Ab 1957 war er Mitarbeiter von Ernesto Grassi in der Redaktion von Rowohlts deutsche Enzyklopädien sowie der Zeitschrift Kunst und Kirche. Er wurde 1964 an der Universität München bei Grassi über Novalis und Philipp Otto Runge promoviert. Von 1965 bis 1993 war er Hochschullehrer an der Hochschule der Künste Berlin am Fachbereich 1 (Bildende Kunst) und lehrte Literatur- und Kunstgeschichte. Von Curt Grützmacher stammen zahlreiche Veröffentlichungen zur Kunst der Moderne und zur Romantik, zum Manierismus und zum Zusammenhang zwischen Kunst und Schizophrenie.

## Schriften (Auswahl)
- Novalis – Monolog. Enthält außerdem: Die Lehrlinge zu Sais. Die Christenheit oder Europa. Hymnen an die Nacht. Geistliche Lieder. Heinrich von Ofterdingen. Novalis' Lebensumstände / Ludwig Tieck. Mit einem Essay zum Verständnis der Werke und einer Bibliographie von Curt Grützmacher. [Redaktion: Curt Grützmacher und Jürgen Claus]. Rowohlt Verlag, Reinbek bei Hamburg 1963.
- Novalis und Philipp Otto Runge. Drei Zentralmotive und ihre Bedeutungssphäre: Die Blume – Das Kind – Das Licht (Dissertation), Eidos Verlag [W. P. Fink], München 1964.
- Liebeslyrik des deutschen Barock. Mit einem Nachwort und herausgegeben von Curt Grützmacher, Winkler Verlag, München 1965.
- Heinrich von Kleist. Sämtliche Werke. Nach dem Text der Ausgabe letzter Hand unter Berücksichtigung des Erstdrucks und Handschriften. Mit einem Nachwort und Anmerkungen von Curt Grützmacher. Buchgemeinschaft Donauland, Wien 1967 (Lizenz des Winkler-Verlags, München).
- Athenaeum. Eine Zeitschrift 1798–1800 von August Wilhelm Schlegel und Friedrich Schlegel. Ausgewählt und bearbeitet von Curt Grützmacher. Rowohlt Verlag, Reinbek bei Hamburg 1969.
- Novalis – Monolog. Mit einem Essay zum Verständnis der Werke und einer Bibliographie von Curt Grützmacher. [5. Auflage], 31. – 35. Tausend, Rowohlt Verlag, Reinbek bei Hamburg 1970.
- Heinz Ohff und Curt Grützmacher: KWARZ-Gruppe. Foeller, Gross, Hoffmann, Loewe, Margull, van der Meulen, Reister, Ross, Unbehagen. Verlag: KWARZ 1973.
- Das Werk von Johannes Bobrowski. Eine Bibliographie. Fink Verlag, München 1974.
- Künstlergedichte von Johannes Bobrowski – Bildgestalt und sprachliche Form. In: Sprachkunst – Beiträge zur Literaturwissenschaft, Jahrgang V/1974 Heft 3/4, Sonderdruck (darin sind enthalten die Gedichte An Runge, Die Heimat des Malers Chagall und Barlach in Güstrow), Verlag der Österreichischen Akademie der Wissenschaften, Wien 1974.
- Farbe als Form. Anmerkungen zur Malerei von Max Kaus. In Max Kaus. Werke 1918–1976. Aus Berliner Privatsammlungen in der Hochschule der Künste. S. 5–10. Katalog zur Ausstellung. HdK Berlin 1977.
- Das Spiegelmotiv im Werk von Max Kaus. In: In Memoriam Max Kaus 1891–1977. Mit Beiträgen von Leopold Reidemeister u. a. Hochschule der Künste, Berlin 1977.
- Kunst jenseits der Kunst. Beitrag zu einer nicht-normativen Ästhetik. In: Katalog zur Ausstellung Kunst jenseits der Kunst mit Aloyse, Paul Bukowski, Charles, Erich, Elisabeth, Henry From DJ, Franz Gableck, Johann Hauser, Horacek, Johanna, Koller, Lieberer, Otto Prinz, Margarete, Friedrich Schröder-Sonnenstern, Schopke, Oswald Tschirtner, August Walls, Adolf Wölfli, Peter Zahnd u. a. vom 15. März – 26. April 1980 im Kunstamt Wedding (Herausgeber), mit weiteren Beiträgen von Alfred Bader und Leo Navratil, Berlin 1980.
- Jacques Bousquet: Malerei des Manierismus. Die Kunst Europas von 1520–1620. Überarbeitet und mit einem Nachwort von Curt Grützmacher. [Herausgegeben in Zusammenarbeit mit Bruckmanns "Pantheon", internationalen Zeitschrift für Kunst], 3., überarbeitete und aktualisierte Auflage, Bruckmann Verlag, München 1985. ISBN 978-376541-958-4 (früher: 3765419583).
- Symbol, Form, Bedeutung. Beiträge zur neueren Kunstgeschichte. (HdK-Materialien), Pressestelle der Hochschule der Künste, Berlin 1986, ISBN 978-392420-667-3 (früher: 3924206678).
- Gustav René Hocke Die Welt als Labyrinth. Manierismus in der europäischen Kunst und Literatur. Durchgesehene und erweiterte Ausgabe, herausgegeben von Curt Grützmacher, Rowohlt Verlag, Reinbek bei Hamburg 1987.
- Gottfried Benn, Jürgen Czaschka. Statische Gedichte von Gottfried Benn mit 10 Kupferstichen von Jürgen Czaschka. Herausgegeben von Heinrich G. Noé. Einführung von Curt Grützmacher, Schering-Kunstverein, Berlin 1987.
- Paul Scheerbart Ingo Kühl Glasarchitektur (Auszüge), mit Siebdrucken von Ingo Kühl, Achat Druck 4 der Handpresse Gutsch, herausgegeben von Curt Grützmacher, Berlin 1988, ISBN 3-924993-52-1.
- Georges Rouault 1871–1958. Herausgegeben von Peter Hopf mit einer Einleitung von Curt Grützmacher. Verlag: Kunstamt Wedding, Berlin 1988, ISBN 978-908017-019-3 (früher: 908-017-019-4)
- Ingo Kühl Von der Nordseelandschaft zum Farbraum. In: Werkstattbesuche bei Künstlern in Berlin-Wedding, S. 25, FAB Verlag, Berlin 1989, ISBN 3-927551-03-1.
- Rudolf Schlichter Das widerspenstige Fleisch. Herausgegeben und mit einem Nachwort von Curt Grützmacher. Mit 11 Zeichnungen von Rudolf Schlichter, 1. Auflage, Edition Hentrich, Berlin 1991, ISBN 978-3-89468-016-9.
- Gustav René Hocke Die Welt als Labyrinth. Manierismus in der europäischen Kunst und Literatur. Durchgesehene und erweiterte Ausgabe, einmalige Sonderausgabe / herausgegeben von Curt Grützmacher, Rowohlt Verlag, Reinbek bei Hamburg 1991, ISBN 3-498-09184-0.
- Rudolf Schlichter Tönerne Füße. Herausgegeben von Curt Grützmacher. Mit einem Beitrag von Günter Metken. Mit 10 Zeichnungen von Rudolf Schlichter, 1. Auflage, Edition Hentrich, Berlin 1992, ISBN 978-3-89468-017-6.
- Werner Rohland 1899–1974. Mit Beiträgen von Curt Grützmacher, Bruno Effinger, Rotraut und Hans Christoph Binswanger, Bernhard Rövenstrunck, Otmar M. Weigele u. a., Werkverzeichnis S. 121–128, herausgegeben von der Kreissparkasse Biberach an der Riß im Federsee-Verlag, Bad Buchau 1999, ISBN 978-3-925171-41-3.
- Gezeiten. In: Ingo Kühl Gezeiten 1989–1990. S. 1, Berlin 1992.[1] Nachdruck in: Ingo Kühl Auf dem Weg ins Unbekannte – Monografie mit Werkverzeichnis der Ölbilder 1978–2007, S. 52, Kettler Kunst, Bönen 2007, ISBN 978-3-939825-32-6.